# Amazing Adult Fantasy (album)
Amazing Adult Fantasy è il terzo album studio dei Barnes & Barnes inciso nel 1984.

## Tracce

### Lato A
1. Learn to Kiss the Enemy - 4:42
2. Don't You Wanna Go to the Moon - 3:27
3. Modern Romantic Point of View - 3:22
4. Nothing Funny - 2:38
5. I Don't Remember Tomorrow - 3:40
6. Life Is Safer When You're Sleeping - 3:42

### Lato B
1. Don't Be a Singer - 3:58
2. I Want to Live in Your Brain - 3:23
3. ZZ Top Beard - 3:00
4. Music Doesn't Matter - 0:26
5. Ah A - 1:30
6. The Little Man - 1:57
7. Music Spazchow - 3:00
8. Bang Bang - 2:52